# لانه‌زنبوری‌صدفان
لانه‌زنبوری‌صدفان (نام علمی: Gryphaeidae) نام یک تیره از راسته چروک‌صدف‌سانان است.